# Mura di Gerfalco

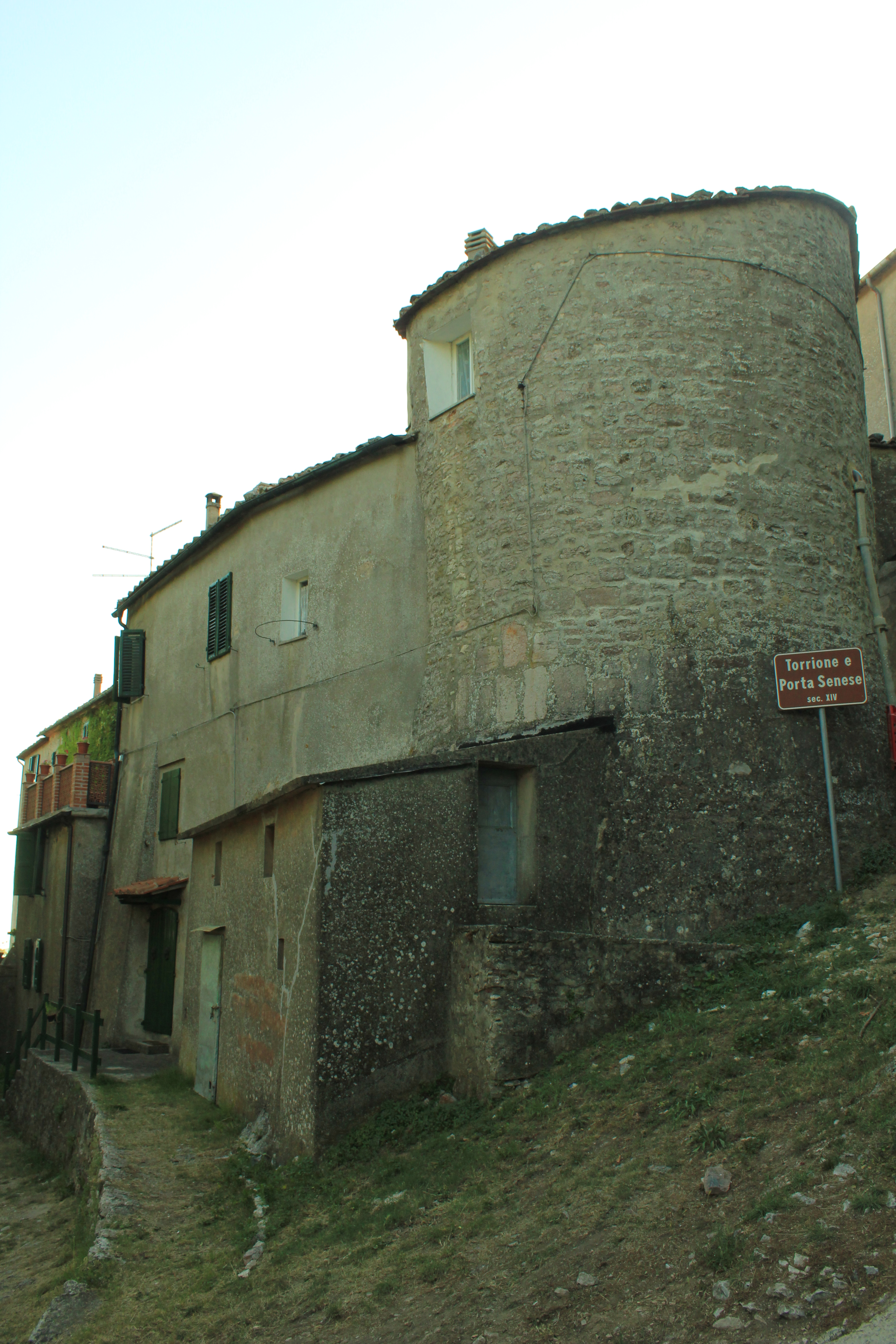
Torrione di Porta Senese

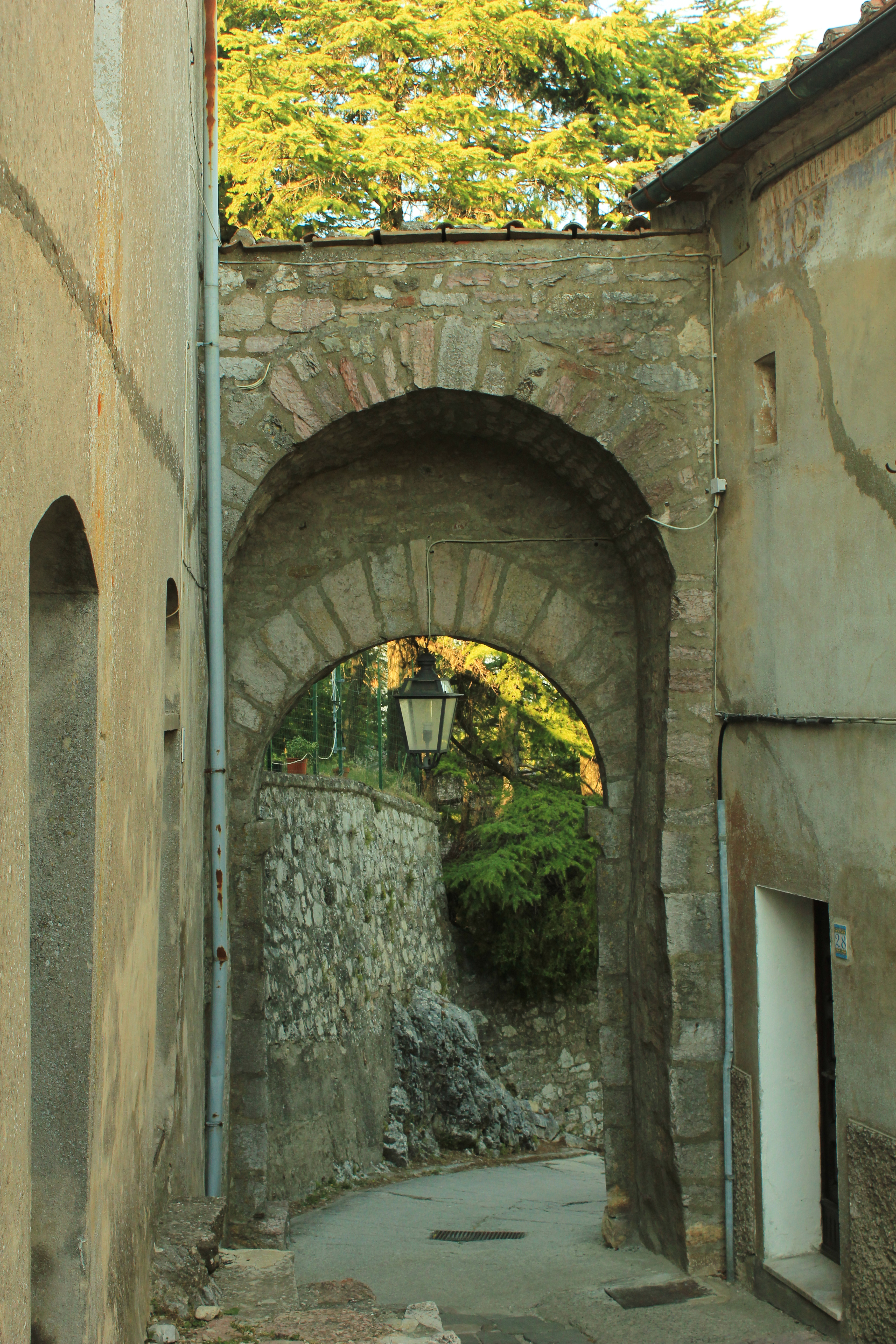
Porta Senese

Le mura di Gerfalco costituiscono il sistema murario difensivo dell'omonimo borgo del territorio comunale di Montieri.

## Storia
La cerchia muraria fu costruita a più riprese durante il XII secolo, a protezione del borgo di Gerfalco che, in quell'epoca era al centro di contese tra i vescovi di Volterra e le famiglie degli Aldobrandeschi e dei Pannocchieschi, che si risolsero in seguito in favore di questi ultimi.
In epoca rinascimentale, i senesi effettuarono alcuni interventi di ristrutturazione alle preesistenti mura medievali, migliorando il sistema delle torri di guardia lungo il perimetro della cinta.
Nel 1554, l'architettura militare, a differenza di quanto accadde nella vicina Travale, riuscì a scampare alla distruzione durante l'assedio delle truppe granducali di Cosimo I de' Medici, che determinò il definitivo passaggio del centro di Gerfalco dalla Repubblica di Siena al Granducato di Toscana.
Nelle epoche successive, l'opera muraria ha subito una serie di modifiche, rimaneggiamenti e rifacimenti che ne hanno, in parte, cancellato l'originario aspetto.

## Descrizione
Le mura di Gerfalco delimitano quasi interamente il borgo di origini medievali.
Nell'insieme, presentano alcuni tratti a vista ed altri più o meno inglobati nelle pareti degli edifici del centro storico, ove però rimane quasi ovunque ravvisabile il basamento a scarpa. I rivestimenti ricordano gli elementi stilistici medievali nei punti in cui si presentano in pietra, specialmente nei brevi tratti a vista; al contrario, i punti della cinta muraria inglobati nei fabbricati risultano spesso alterati dalla presenza di intonaco.
Lungo il perimetro della cerchia muraria, si aprono due porte ad arco tondo del periodo medievale e si elevano due torri di guardia, entrambe a sezione circolare, risalenti alla dominazione senese del Quattrocento.